# Symmetrisk grupp Sym(4)

En Cayleygraf av S_{4}.

Den symmetriska gruppen Sym(4) eller S4 utgörs av alla automorfa avbildningar av en mängd med fyra element. Gruppen är den enda av de symmetriska grupperna, som har två icke-triviala normala delgrupper, den alternerande gruppen A4 och Kleins fyrgrupp V4 och har särskilt intresse i Galoisteori och kombinatorik.
Gruppen S4 är isomorf med gruppen bestående av rotationer, speglingar och omorienteringar av en kvadrat eller alternativt rotationer av en kub kring motstående ytor, diagonaler och motstående kanter. 
Om exempelvis en kvadrats hörn numreras, med 1, 2, 3 och 4, medsols från det övre vänstra hörnet kan gruppen genereras av rotationen ψ = (1 4 3 2), speglingen φ = (1 2)(3 4) och omorienteringen ω = (2 4 3). Den till S4 normala delgruppen Kleins fyrgrupp, kan med dessa symboler skrivas V4 = {I,φ,ψ2,φψ2}.
Gruppens cykelindexsumma kan skrivas Z(S4) = 6x4 + 3x22 + 8x1x3 + 6x12x2 + x14. Koefficienterna 6 + 3 = 9 samt 8, 6, och 1 är de så kallade subfaktorialtalen h(4,0), h(4,1), h(4,2) och h(4,4), med beteckningar enligt Donald Knuth, och summan kan användas vid tillämpningar av  Burnside´s lemma.
Hela gruppen S4 = {I,φ,ψ2,φψ2,ω,ωψ2,ωφ,φω,ω2,φω2,ω2φ,ψ2ω2,ψ,ψ3,φψ,ψφ,ωψ,ψω,ωψ3,ψ3ω,ω2ψ3,ωφψ,ωψφ,ω2φψ}, där operationerna utförs i den ordning de är skrivna. De första tolv elementen är de jämna permutationerna och utgör den alternerande gruppen A4.